# پوزه

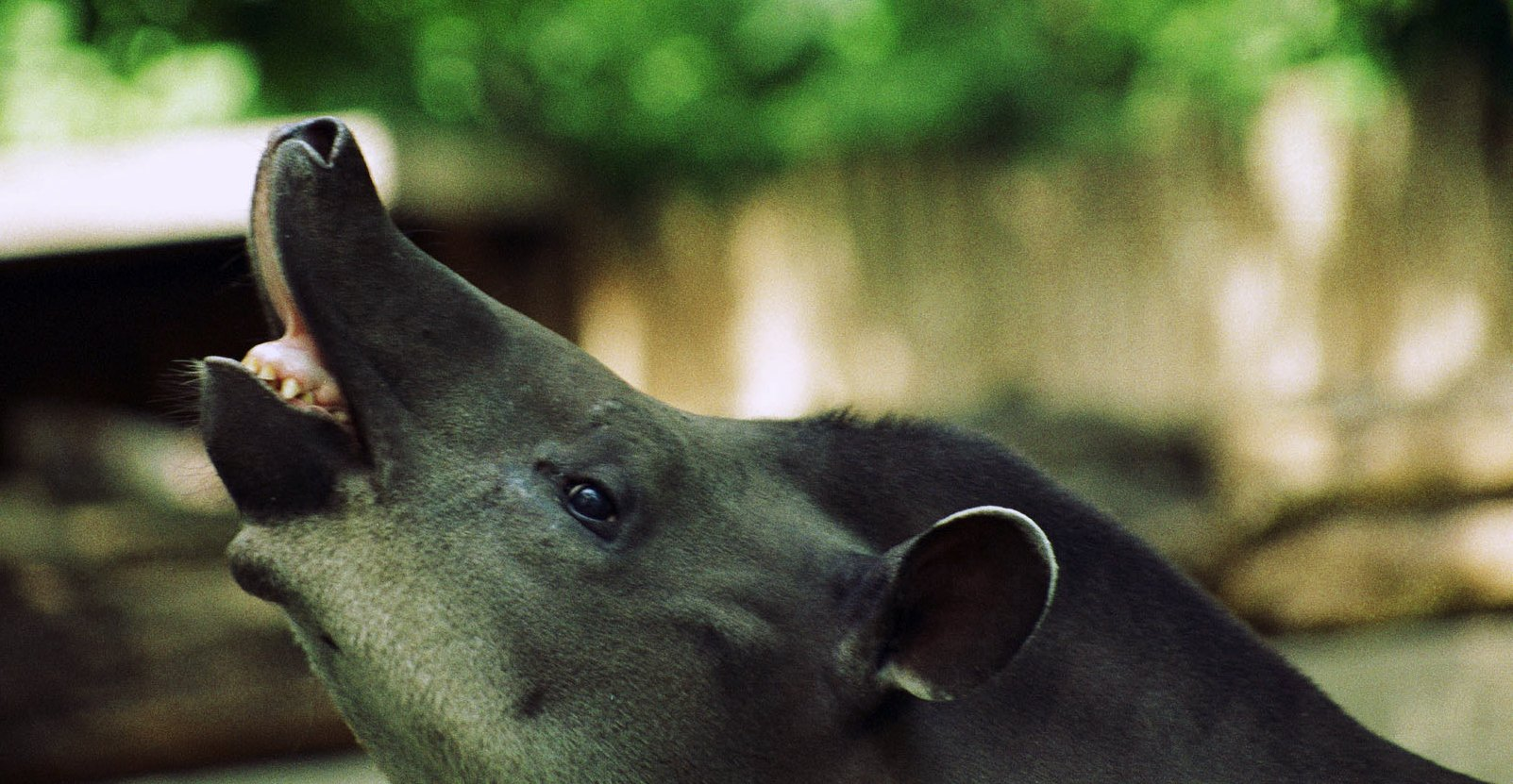
واکنش فلیمن پوزه یک تاپیر

پوزه قسمت برجسته صورت حیوان است که از بینی، دهان و فک تشکیل شده است. در بسیاری از حیوانات، این سازه را پوزه، منبر یا خرطوم می‌نامند. در بسیاری از پستانداران، در پیرامون بیرونی سوراخ بینی، سطح پوستی بدون مو و خز وجود دارد که حالتی چرم‌گون دارد که آن را چرمِ بینی، نوک پوزه یا بینی خیس می‌نامند. چرم بینی اغلب با احساس بویایی قوی تری همراه است. پوزه از نظر اکثر حیوانات نقطه ضعف محسوب می‌شود: به دلیل ساختار آن، یک حیوان می‌تواند به راحتی مبهوت یا ناک‌اوت شود، یا حتی با اعمال نیروی کافی پوزه آن‌ها خواهد شکست.

## نگارخانه
- فیل آسیایی خرطوم توسعه یافته "تنه" نامیده می شود و برای اهداف مختلفی ا جمله تغذه، آشامیدن، اکتشاف و نظافت اجتماعی مورد استفاده قرار می‌گیرد.
- پوزه بلند و نازک: کولی خشن
- پوزه بلند و متوسط: کوکر اسپانیل انگلیسی
- پوزه صاف: پاگ
- در پوزه کونهاند مشکی حنایی پوست فک بالایی بر روی فک زیرین افتاده‌است.